# Candide Thovex
Candide Thovex (Annecy, 1982. május 22. –) francia síelő, filmes. A neve ismerhető a freestyle síelésről készített filmjeiből, illetve a számtalan díjról és elismerésről, amit nyert. A világ figyelmét először a Chad's Gap -ren végrehajtott ugrásával keltette fel. Ezt senkinek sem sikerült átugrania azelőtt. A 37 méteres ugrás után egy 12 méter mély vízmosás fölé érkezett meg. Az internetre feltöltött videóit több millióan nézik világszerte. Több szakértő szerint is ő az egyik legjobb szabadsíelő a sportág történetében.

## Életrajz

### Korai évek
La Clusaz-ban nőtt fel. Két és fél évesen tanult meg síelni Aravis régióban, a Francia-Alpokban. Négyévesen elkezdett kisebb sísáncokat építeni a házuk mögött, ötödik évében csatlakozott a helyi sícsapathoz. Tizennégy volt, amikor először megnyerte a Francia Nemzeti Junior Bajnokságot. A hozzá közel állók már fiatal korától úgy írták le, hogy  „ösztönnel és innovációval síel”.
A hódeszkás Mirabelle Thovex testvére.

## Filmszereplései
- 13
- Propaganda
- Royalty
- Focused
- Rastafaride 1
- Rastafaride 2
- Rastafaride 3: French Toast (2003)
- Rastafaride 4: Special Delivery (2004)
- Rastafaride 5: Pull Up (2005)
- Rastafaride 6: Wha'ppen (2006)
- Rastafaride 7: Seventh Heaven
- Special Delivery
- DVD Candide Invitational
- Further
- Anomaly
- War
- Candide Thovex Invitational Story
- Lost and Found
- Strike
- Mind the Gap
- Happy Dayz
- Tangerine Dream
- Candide Kamera
- Candide Kamera 2
- Few Words (2012)[2]
- One of those days – I (a YouTube-on)[3]
- One of those days – II (a YouTube-on)[4]
- One of those days – III (a YouTube-on)[5]

## Fordítás
- Ez a szócikk részben vagy egészben  a   Candide Thovex című angol Wikipédia-szócikk fordításán alapul.  Az eredeti cikk szerkesztőit annak laptörténete sorolja fel. Ez a jelzés csupán a megfogalmazás eredetét és a szerzői jogokat jelzi, nem szolgál a cikkben szereplő információk forrásmegjelöléseként.